# ダイモン (企業)
株式会社ダイモン(Dymon)は月面探査車「YAOKI」をはじめとするロボットを開発している日本の航空宇宙企業。

## 概要
2012年に自動車エンジニアの中島紳一郎によって設立された。当初は小型風力発電の開発を行い、のちに車輪型ロボットの開発を本格化した。2019年4月に重さ500g以下の月面ローバーYAOKIの開発を完了し、伊豆大島で火山周辺の砂地を月面に見立てローバーの走行を実施した。同年9月、月面着陸機を開発している米国の民間企業アストロボティック・テクノロジーとYAOKIの月面への輸送の契約を締結した。
2022年9月には月面ローバーの開発で得た知見を、福島県で原子力発電所事故後の廃炉点検作業向けのロボット開発に活用することを発表した。
2023年6月、東京都品川区の金型部品メーカーパンチ工業株式会社と連携し、YAOKIの軽量化を進める。また、米国のインテュイティブ・マシーンズ社ともYAOKIを月面へ輸送する契約を締結した。